# Амира (коммуна)
Амира (фр. Amirat) — коммуна на юго-востоке Франции в регионе Прованс — Альпы — Лазурный берег, департамент Приморские Альпы, округ Грас, кантон Грас-1. До марта 2015 года коммуна административно входила в состав упразднённого кантона Сент-Обан (округ Грас).
Площадь коммуны — 12,95 км², население — 26 человек (2006) с тенденцией к росту: 63 человека (2012), плотность населения — 4,9 чел/км².

## Население
Население коммуны в 2011 году составляло — 57 человек, а в 2012 году — 63 человека.
| 1962 | 1968 | 1975 | 1982 | 1990 | 1999 | 2004 | 2006 | 2009 | 2011 | 2012 |
| ---- | ---- | ---- | ---- | ---- | ---- | ---- | ---- | ---- | ---- | ---- |
| 29   | 39   | 40   | 72   | 50   | 41   | 26   | 26   | 53   | 57   | 63   |

Динамика численности населения:

## Экономика
В 2010 году из 31 человек трудоспособного возраста (от 15 до 64 лет) 21 были экономически активными, 10 — неактивными (показатель активности 67,7 %, в 1999 году — 66,7 %). Из 21 активных трудоспособных жителей работали 19 человек (10 мужчин и 9 женщин), 2 числились безработными (2 женщины). Среди 10 трудоспособных неактивных граждан 2 были учениками либо студентами, 6 — пенсионерами, а ещё 2 — были неактивны в силу других причин.